# Caramanico Terme
Caramanico Terme é uma comuna italiana da região dos Abruzos, província de Pescara, com cerca de 2.066 habitantes. Estende-se por uma área de 84 km², tendo uma densidade populacional de 25 hab/km². Faz fronteira com Abbateggio, Bolognano, Fara San Martino (CH), Pennapiedimonte (CH), Pratola Peligna (AQ), Roccamorice, Salle, San Valentino in Abruzzo Citeriore, Sant'Eufemia a Maiella, Sulmona (AQ).
Faz parte da rede das Aldeias mais bonitas de Itália.

## Demografia
| Variação demográfica do município entre 1861 e 2011                               |
|                                                                                   |
| Fonte: Istituto Nazionale di Statistica (ISTAT) - Elaboração gráfica da Wikipedia |